# Organizzazione per il sostegno alla resistenza islamica
L'Organizzazione per il sostegno della resistenza islamica nome ufficiale in arabo هيئة دعم المقاومة الاسلامية في لبنان‎? o Hay'at Da'am al-Muqawama al-Islamiya fi Lubnan è un fondo caritatevole di Hezbollah utilizzato per raccogliere fondi per il gruppo e per pagare i servizi offerti dall'organizzazione in Libano.
Hezbollah utilizza quest'organizzazione per raccogliere donazioni in sostegno delle sue attività militari. Inoltre, quest'organizzazione viene pubblicizzata tramite il canale televisivo di Hezbollah "Al Manar".
I volantini che vengono distribuiti dall'organizzazione offrono diversi programmi sui quali è possibile effettuare la propria donazione:
1. Donazioni mensili
2. Donazioni ai bambini ed alle famiglie dei martiri
3. Fondo del Jihad palestinese
4. Programma sostieni un combattente
5. Programma equipaggia un combattente
6. Donare il costo di un razzo
7. Donare il costo di una munizione
8. Donazioni per far fronte alle necessità di base del combattente

Stuart Levey, il Segretario per il Terrorismo e l'Intelligence finanziaria del Dipartimento USA del tesoro, ha dichiarato: "I materiali di raccolta fondi di quest'organizzazione invitano le persone ad inviare soldi per equipaggiare militanti di Hezbollah o per acquistare razzi, che verranno usati da Hezbollah per colpire le popolazioni civili".
L'ordine esecutivo dell'Amministrazione USA 13224 inserisce quest'organizzazione fuori dal sistema finanziario americano, proibendo ogni forma di cooperazione con cittadini americani o persone che risiedono negli Stati Uniti, e congelando eventuali conti che quest'organizzazione possiede sotto la giurisdizione americana.